# Некрасовка (Кемеровская область)
Некрасовка — упразднённая деревня в Тяжинском районе Кемеровской области России. На момент упразднения входила в состав Итатского сельсовета. В 1958 году включена в состав вновь образованного посёлка Итатский и исключена из учётных данных.

## География
Деревня располагалась между рекой Малая Итатка и железнодорожной линией, у железнодорожной станции Итат. В настоящее время представлет собой западную часть посёлка Итатский.

## История
Основана в 1907 году. По данным на 1926 году посёлок Некрасовка состоял из 215 хозяйств. В административном отношении являлся центром Некрасовского сельсовета Итатского района Ачинского округа Сибирского края.
В 1957 включена в состав Итатского сельсовета.
Решением ОИК № 907а от 30 сентября 1958 г. населённый пункт Итат Итатского района, включая деревню Некрасовку, отнесен к категории рабочих поселков, с присвоением наименования «Итатский».

## Население
По переписи 1926 г. в посёлке проживало (включая станцию Итат) 833 человека (393 мужчины и 440 женщин), основное население — русские.